# Cesión (regla de fútbol)

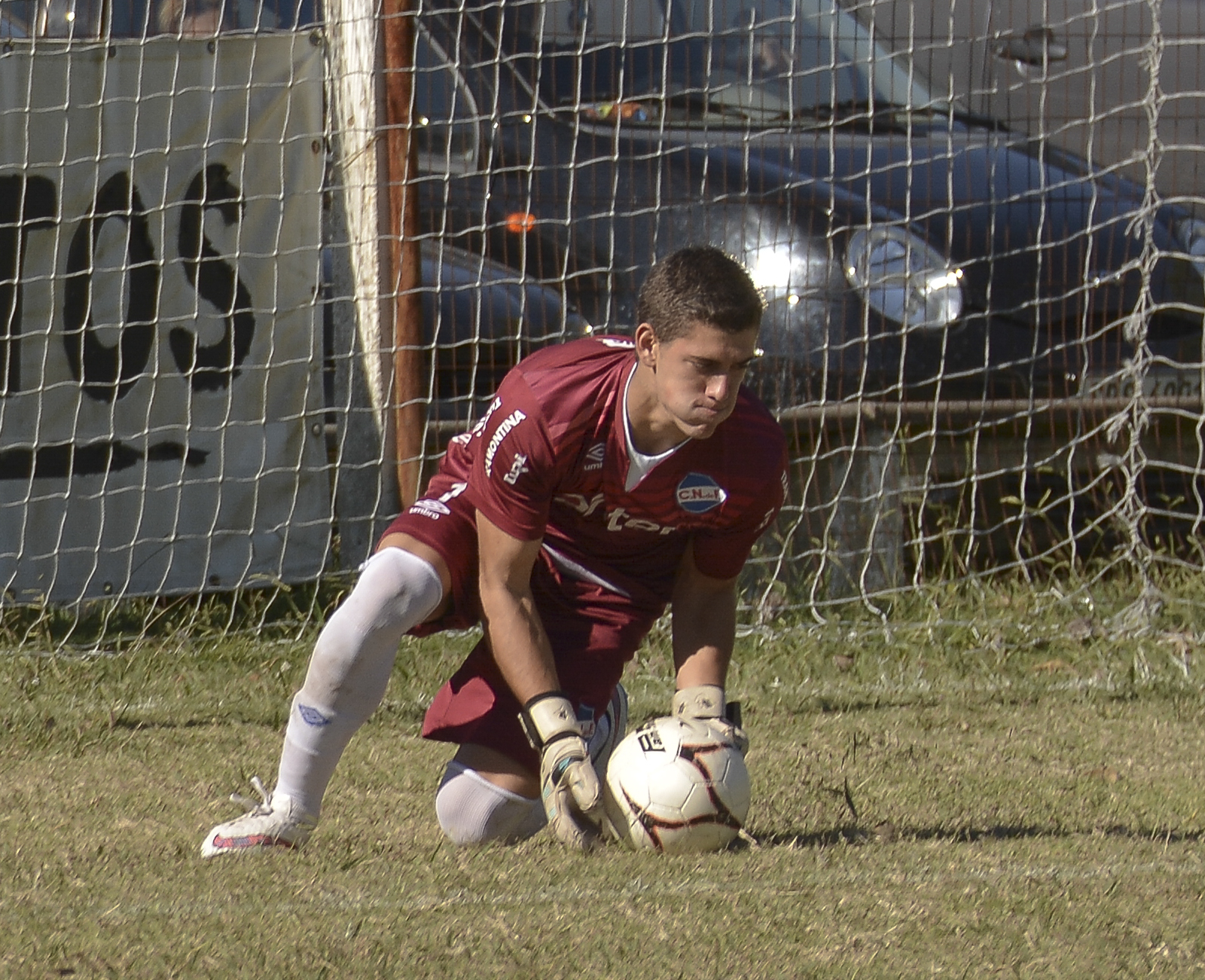
Con la regla de "sanción de contacto de mano", instaurada en 1992, se intentó disminuir los estilos de juego de tendencia defensiva, quitándole al arquero la ventaja de recibir con las manos un pase deliberado de sus compañeros.

En fútbol, la sanción de mano o cesión es una regla que no deja que un jugador pase la pelota a su portero y que este la toque con sus manos o brazos; y esta acción tiene sanción por parte del árbitro, ya que se considera como "voluntaria", es decir, si el jugador tiene el espacio y el tiempo suficiente como para jugar la pelota. El jugador puede, sin embargo, pasarla con la cabeza, o cualquier otra parte del cuerpo o pecho pero no acomodándose el balón y después cederla al portero, porque se consideraría un fraude en la regla y se sancionará igualmente como cesión. Además se amonestará por conducta antideportiva por vulneración del espíritu de la regla de juego. El portero NO podrá atrapar la pelota si procede del saque de banda de su propio compañero.
Si un jugador la deja quieta y el arquero vuelve a coger el balón también es considerado cesión. Todas estas infracciones se penalizan con un tiro libre indirecto al equipo rival en el lugar que haya ocurrido la cesión.
La regla de cesión fue introducida en 1992, debido a los estilos de juego defensivos vistos en la Copa Mundial de Fútbol de 1990, descritos como aburridos y con un abuso desmedido del pase deliberado al arquero. También influyó lo ocurrido en el partido entre Boca Juniors de Argentina y Oriente Petrolero de Bolivia por última fecha de la primera fase de la Copa Libertadores 1991, disputado el 5 de abril de ese año, en el que un empate entre los dos clubes beneficiaba a ambos equipos (y de paso eliminaba a River Plate, archirrival de Boca Juniors). El uso deliberado del pase al arquero y el consecuente pase de ambos equipos a la siguiente instancia fue la gota que colmó el vaso.
Previamente, con frecuencia los porteros dejaban caer la pelota sólo para posteriormente levantarla de vuelta cuando los rivales se acercaran, una típica técnica para perder tiempo de forma deliberada. La nueva regla fue acogida con cierto escepticismo al principio, pero con el tiempo terminaría «valorada en su justa medida».
Además, se añadió una nueva regla al mismo tiempo que la implementación de la cesión, con las mismas intenciones. Esta regla prohíbe al arquero recoger la pelota una vez que la haya puesto en juego. En caso de que suceda, se penaliza al equipo infractor otorgándole un tiro libre indirecto al equipo rival.
En 1997 la regla fue ampliada, impidiéndole al arquero tomar la pelota con la mano cuando la reciba directamente de un saque de banda.